# Битка при Булгарофигон
Битката при Булгарофигон е голямо сражение между българи и византийци разиграло се през лятото на 896 г., край град Булгарофигон (дн. Бабаески, Турция).

## Причини
През 894 г. византийците преместват българското тържище от Константинопол в Солун, поради което българските търговци са принудени да плащат по-високи такси. Преместването на тържището има и символичен характер – с него империята показва пренебрежението си към българите, като премества тържището от най-важния търговски център в Югоизточна Европа. Причина за тези действия от страна на Византия е и премахването на византийското духовенство в България и заменянето му с български църковен клир, което ограничава политическото и културно влияние на империята в страната.
Обиден, българският княз Симеон I обявява война на Византия. В първата битка през 894 г. византийската армия (съставена най-вече от императорската гвардия) е напълно разгромена. Византийската дипломация успява да си осигури съюзници - маджарите, които през 895 г. успяват на два пъти да победят българските войски в Северна България(днешна Украйна), и дори да обсадят Симеон I в Дръстър. В трето сражение, маджарите са спрени и победени от Борис I, който напуска манастирската обител за да помогне на своя син. По-късно с общи действия българи и печенеги преодоляват маджарската опасност. Симеон I подновява действията си срещу Византия.

## Боеве
Симеон I предприема поход срещу Византия. Двете армии се срещат край Булгарофигон през лятото на 896 г. Византийците събират многочислена армия (те свикват дори войските, които се бият срещу арабите и пазят азиатската им граница). Но това не помага и българите постигат блестяща победа.

## Последици
Лъв VI успява да отклони опасността от Константинопол, като въоръжава арабски военнопленници и ги праща срещу българите. Войната приключва с мирен договор, според който към българските владения трябва да се включат земите от Черно море до Странджа, българското тържище е върнато обратно в Константинопол, а Византия е задължена да плаща данък на България.